# Сушење поврћа
Сушење поврћа је начин конзервиcања познат још од давнина, којим се из свежег поврћа пуног влаге  уклања делимично  одређена количина течности. Када није било струје ни фрижидера људи су осмислили разне начине на које су у јесен припремали намирнице не би ли их сачували током дуге зиме. Један од начина чувања поврћа било је сушење. Сушење је операција процесне технике којом се из влажне супстанце (чврсте, течне или гасовите) уклања делимично или потпуно одређена течност или њена пара.

## Историја
Сушење намирница као методу конервисања примењивали су Египћани пре више од неколико хиљада година. Они су излагањем сунцу разних врста воћа, меса и рибе открили овај начин сушења пољопривредних производа. Исто као и сушење риба, воћа и меса, и наши преци на Балканском полуострву су схватили да се и поврће може сушити да би током зиме имали довољне залихе хране док не крене пролеће и потера нове млада изданке поврћа по баштама. 
Тако је временом почело да се примењује метода сушење поврћа, прво за сопствену употребу, све док могућност продаје овог производа није подстакла произвиђаче поврћа  да осмисле вештачки начин сушења и да суше поврће у већим количинама, за тржиште.

## Значај
Суво поврће садржи готово све материје које се сматрају неопходним за нормално функционисање организма, и зато се препоручује њихова примена као додатак у исхрани. 
Сушењем поврћа спроширује се његова доступност за потрошњу или у маркетиншке сврхе, и да хранљиве вредности и друге особине сачувају током дужег периода, јер се сушењем спречава дејства природних ензима и кварење које узрокују микроорганизми.

## Недостаци
Ова метода пати од неколико недостатака, укључујући:
- немогућнсот контроле брзине сушења,
- чешће кварење када је сушење споро,
- загађење прљавштином,
- влажење кишом и влагом из ваздуха,
- угроженсот од напад глодара, птица и инсеката.

Ови недостаци се могу ублажити коришћењем сушара на соларни погон.

## Припремне радње
У припремне радње пре сушења спадају:
- сортирање поврћа по врстама,
- калибрација плодова поврћа,
- прање, преглед, сечење, љуштење,
- бланширање (делимична обрада намирница врелом водом температуре од 82 – 95°C у трајању од пола до 5 минута које се препоручује за поједино тврђе поврће као што су махуне како би се прекинули ензимнски процеси и уништили сви микроорганизми које би могле произвести плесан.

## Сушење
После припреме и бланширањеа поврће се ставља на решетке и уноси у сушару, или се ниже на канап (нпр. паприка) или се на решеткама суши на ваздуху, сунцу и промаји. 
Сушење на ваздуху
Сушење на конопацу изводи се тако што се након што се наниђе поврће, венац закачи на топло и добро осветљено место, које је осунчано и на коме ће се поврће осушити брзо, али не пребрзо да споља буде суво, а изнутра влажно. Време сушења зависи од места на коме се суши, ако га ставите на на сунчаној страни биће потребно свега око две недеље.  
Сушење у везицама је добро за биљке као што су лаванда, мајоран, жалфија, рузмарин, нана, лимунова трава. Изводи се тако што се неколико гранчица одређене биљке веже у једну везицу и стави у папирну кесу. Кесу треба затворити и ставити на топло и тамно место са добром циркулацијом ваздуха. Температура просторије би требало да буде од 20-25° целзијусових.
Сушење на ваздуху је погодно и за босиљак, ким, коријандер, тимијан и рузмарин. Биљке треба очистите од стабљика, а листиће одвојити и послагати на тацну коју треба ставити на топло и тамно место. Биљке свакодневно мешати док не буду потпуно суве.
Сушење у сушари
Сушење у сушари се обавља на температури од 50-80°C, 3 – 24 сата, а на синцу и промаји више дана према искуству.
Поврће се углавном суши од више ка нижој температури јер се тако највишој температури излаже у моменту када поврће садржи максималну количину воде. 
Сушење се врши све док се у осушеном поврћу не достигне највише  дозвољена количина влаге до 15%.
| Намирнице               | Садржај вода у % |
| ----------------------- | ---------------- |
| Келераба                | 9,07             |
| Црвени лук              | 26,87            |
| Целер (корен)           | 12,8             |
| Шаргарепа               | 14,58            |
| Кељ                     | 19,48            |
| Карфиол                 | 21,48            |
| Купус                   | 11,8             |
| Жилијен-мешавина поврћа | 17,44            |

## Складиштење
Након што сте биљке осушили, треба их добро прегледати и уклониити све делове које је можда захватила плесан. 
Након што је поврће прегледано након сушења спрема се у стерилне теглице са херметичким затварањем, и чува на сувом и мрачном месту.
Осушени производи морају бити добро заштићени, како не би поново упили влагу током складиштења.
Сушено поврће се пре складиштења може и уситнити, посебно оно које се користи као зачин (нпр. паприка, лист першуна, лист босиљка, рузмарин бели и црни лук, шаргарепа, пашканат, целер лист и корен итд).

## Галерија
- Неке врсте осушеног поврћа
- Сушена паприка
- Сушење парадајеза на сунцу
- Сушене гљиве